# Viikate
Viikate – fiński zespół heavymetalowy, założony w mieście Kouvola w 1996 roku.

## Skład zespołu
- Kaarle Viikate (Kalle Virtanen) – śpiew, gitara
- Simeoni Viikate (Simo Kairistola) – perkusja
- Arvo Viikate (Ari Taiminen) – gitara, śpiew
- Ervo Viikate (Erkka Koskinen) – gitara basowa, śpiew

## Dyskografia
Na podstawie materiału źródłowego:

### Albumy studyjne
- Noutajan valssi (2000)
- Vuoden synkin juhla (2001)
- Kaajärven rannat (2002)
- Surut pois ja kukka rintaan (2003)
- Unholan urut (2005)
- Marraskuun lauluja I (2007)
- Marraskuun lauluja II (2007)
- Kuu kaakon yllä (2009)
- Petäjäveräjät (2012)
- Kymijoen lautturit (2013)
- Panosvyö (2014)
- XII – Kouvostomolli (2016)
- Kuu Kaakon Yllä 10 Vuotta (2019)
- Rillumarei! (2020)
- Askel (2023)

### Albumy kompilacyjne
- Kuutamourakat (2004)
- Parrun pätkiä (2006)
- Marraskuun singlet (2008)
- Kuutamo, kaiho & katkeruus (2011)
- Katkerimmat 2011–2017 (2017, 2CD)
- Kuutamourakat – Riippumattomat pienjulkaisut 1998–2003 (2018)

### Minialbumy
- Vaiennut soitto (1998)
- Roudasta Rospuuttoon (1999)
- Alakulotettuja tunnelmia (2000)
- Valkea ja kuulas (2001)
- Kevyesti keskellä päivää (2002)
- Iltatähden rusko (2003)
- Kuolleen miehen kupletti (2004)
- Kesävainaja (2009)
- Linna Espanjassa (2010)

### Single
- Odotus (2001)
- Piinaava hiljaisuus (1997, 2002) (pierwsze wydanie / remastere)
- Ei ole ketään kelle soittaa (2002)
- Nuori mies nimetön (2002)
- Kaunis kotkan käsi (2003)
- Leimu (2003)
- Pohjoista viljaa (2005)
- Tie (2005)
- Vesi jota pelkäät (2005)
- Ah, ahtaita aikoja (2006)
- Ei enkeleitä (2007)
- Me olemme myöhäiset (2007)
- Orret (2007)
- Viina, terva ja hauta (2009)
- Kuu kaakon yllä (2009)
- Hautajaissydän (2010)
- Sysiässä (2012)
- Adventti (2012)
- Oi pimeys (2013)
- Tervaskanto (2013)
- Pelastus (2015)
- Synkkä ventti (2017)
- Tuulenhuuhtomat (2018)
- Huomenta humalaiset (2020)
- Varjorastaat (2020)
- Kavaljeeri (2022)
- Vapauden sillan alla (2022)
- Omakuva (karvalakki päässä) (2022)
- Älä pelkää pimeää (2023)

### DVD
- Leimu DVD-single (2003)
- V-DVD 1: Viikate-videogaala (2008)
- V-DVD 2: Viikate-iltamat (2010)